# Annitella lalomba
Annitella lalomba là một loài Trichoptera trong họ Limnephilidae. Chúng phân bố ở miền Cổ bắc.